# Gymnostomum paucifolium
Gymnostomum paucifolium là một loài rêu trong họ Pottiaceae. Loài này được (With.) Sm. mô tả khoa học đầu tiên năm 1813.